# Десант на острови Виборзької затоки
Десант на острови Виборзької затоки — десантна операція радянського Балтійського флоту, котра проводилася з 1 по 10 липня 1944 року, є складовою частиною Виборзько-Петрозаводської операції.

## Планування та підготовчі заходи до проведення операції
Після зайняття радянськими військами Виборга 20 червня 1944 року власне наступальні бойові дії в цьому напрямі не закінчилися. Для запезпечення з приморського флангу подальшого наступу та сучасної дії при наступі в напрямі Фінляндії командуючий Ленінградським фронтом Леонід Говоров ставить завдання перед Балтійським флотом: зайняти в Виборзькій затоці утримувані фінськими військовими острови Тейкасаарі, Суоніонсаарі та Равансаарі, після чого здійснити десантування на західному узбережжі Виборзької затоки.
На островах, планованих до дій радянського десанту, розміщувалися частини 1-ї фінської кавалерійської бригади — один посилений батальйон, шість артилерійських та три мінометні батареї. На прилягаючому узбережжі Виборзької затоки знаходилася 2-га бригада фінської берегової охорони. Ці фінські підрозділи входили до складу 5-го армійського корпусу, командир якого в разі необхідності міг перекинути в район островів три фінські та одну німецьку дивізії, котрі були в його підпорядкуванні.
Після втрати Бйоркських островів в ході радянської десантної операції фіни в спішному порядку посилюють острівну оборону та виставляють мінні загородження. До узбережжя стягуються евакуйовані з Бйоркського архіпелагу та передислоковані із віддалених районів Фінської затоки значну кількість німецьких та фінських катерів й кораблів; на самих островах знаходилася 131 гармата берегової артилерії. В часі з 21 по 28 червня фіни виставили загороджувальні споруди з приблизно 500 донних та магнітних морських мін в затоці.
Проведення десантної операції доручається віце-адміралу Юрію Раллю, командиру Кронштадського морського оборонного району, який перед тим керував перебігом Бйоркської десантної операції. Підрозділи, задіяні в десантуванні, оперативно підпорядковувалися 59-й армії Ленінградського фронту (командир — генерал Іван Коровников).
Для проведення операції виділяються 32 тендери (моряк Олег Павлович Хромов згадує про 28 тендерів, якими з південного берега Невської губи з-під Ропші було доставлено близько 1500 бійців 260-ї окремої бригади морської піхоти та той факт, що першими перевозили на десантування «штрафників»), 30 патрульних катерів, 14 катерів-створювачів димових завіс, 13 бронекатерів, 8 торпедних катерів, 6 броньованих катерів зразка «малий мисливець», 2 зчленованих пороми-тендери. Також до десанту передавалася 1-ша гвардійська морська залізнична артилерійська бригада — 3 гармати калібру 180-мм та 8 гармат 130-мм калібру; вихідним пунктом для проведення операції мало стати місто Койвісто.

## Десант 1 липня на острів Тейкарсаарі
30 червня перед північчю загін десантування в складі 9 тендерів, 5 бронекатерів, 4 катерів-тральників, 4 катерів-створювачів димових завіс та 2 броньованих катерів зразка «малий мисливець» виходить з десантом — батальйон 185-го стрілецького полку 224-ї стрілецької дивізії та розвідувальна група 260-ї морської стрілецької бригади — виходить з порту міста Койвісто. Через три години пересування 1 липня вночі загін підходить до острова Тейкарсаарі, був виявлений та обстріляний фінською батареєю з мису Харапяніємі (Бикова голова) — на узбережжі, та з острова Тейкарсаарі. Отримали ушкодження декілька тендерів, броньований «малий мисливець» БМО-506 та один тендер підірвалися на мінних полях й потонули. Протягом дня 37 бомбардувальників фінських сил, зокрема 15 Bristol Blenheim безперервно бомбардували радянський десант біля острова Туппруансаарі. Разом з тим є дані, що німецьке керівництво перекинуло фінам на допомогу частини 122-ї піхотної дивізії, бригаду штурмових гармат, бомбардувальники та винищувачі.
За підтримки берегових, залізничних батарей та авіації флоту проводиться висадка десанту, який відразу наштовхнувся на протидію всіма наявними у фінів в тій місцевості вогневими засобами. На острові того часу знаходилися 2 фінські роти загальним числом до 350 вояків, котрі мали кілька легких 20-мм та 45-мм гармат. Для блокування десанту з моря до острова спрямовується загін німецьких та фінських кораблів — загалом 18, з них 2 міноносці. В ході бою було потоплено два сторожовики німецько-фінського загону, з радянського боку було втрачено 3 катери з 8, що брали участь у бою, ще один отримав серйозні ушкодження.
Близько 4-ї години ранку починається термінове перекидання двох піхотних рот з узбережжя на острів, чисельність фінських сил на острові сягає 700 чоловік. По зайнятому радянськими десантниками плацдарму відкривають вогонь кілька фінських батарей, приблизно о 5-й ранку втрачається зв'язок з десантом; вдень моряки були витіснені з острова, катери змогли підібрати із води лишень 50 людей.
Причинами невдалої висадки десанту радянське керівництво вважало те, що в десант було виділено стрілецькі частини, не підготовані до власне десантних операцій, серед висаджених сил не було артилерії. Авіаційна підтримка виявилася також недостатньою — 57 Іл-2 військово-повітряних сил балтійського флоту на підтримку десанту здійснили лише 118 вильотів протягом дня; при цьому 2 літаки були збиті, 2 пропали безвісти, 1 здійснив вимушену посадку при поверненні. Організація артилерійської підтримки також була визнана неефективною, поганою була і спорядженість засобами зв'язку; сукупність цих прорахунків і призвела до такого результату.
Для продовження операції в розпорядження флоту передаються 143-й та 160-й полки 224-ї стрілецької дивізії — 2400 бійців при 28 гарматах, та 406-й полк 124-ї стрілецької дивізії. В передислокуванні пройшло три доби, за цей час і фінські сили провели укріплення своїх позицій.
Увечері 3 липня 14 винищувачів та 12 штурмовиків Іл-2 бомбардували фінські позиції на Тейкарсаарі, в ході нальоту було збито один «Ла-5».

## Продовження десанту 4 липня
Перед 7-ю ранку з рейду Йоханнес вирушає двома загонами десант на острови Равансаарі, Суоніонсаарі та Тейкарсаарі — 143-й полк (підполковник А. І. Гришин), 160-й (майор С. Н. Ільїн) та 185-й (підполковник Ф. І. Дьомін) 224-ї стрілецької дивізії — по одному полку на кожен острів. Відразу по виходу з бухти кораблі були виявлені та почався їх артилерійський обстріл; кораблі змушено маневрують, ухиляючись, ці маневри значно зменшили швидкість просування. Через такі перепони висадка десанту розпочалася лише о 10-й годині та під постійним обстрілом продовжувалася 3 години, на острів Суоніонсаарі були висаджені й 4 танки Т-26.
Запеклі бої почалися від самої лінії води, при супроводі цього десанту весь час посилаються кораблі вогневої підтримки та для поповнення набоями й підмогою десантованих; багато кораблів при цьому отримали пошкодження. Авіація флоту проводила постійні нальоти на ворожі позиції, здійснено до 500 літаковильотів, безперервний обстріл проводила артилерія — тільки залізнична бригада здійснила до 1500 вистрелів снарядами великого калібру. До 17-ї години вечора радянські війська повністю зайняли острови Равансаарі та Суоніонсаарі.
На Тейкарсаарі радянські десантники знову опинилися у важкому становищі; підірвався на міні та потонув «морський мисливець» БМ-503 — там знаходився штаб полку на чолі з командиром першого загону десанту капітаном 2-го рангу В. Н. Герасимовим, на якийсь час зв'язок було втрачено, не було змоги викликати авіаційну та артилерійську підмогу. Через нещільну блокаду острова фіни мали змогу постійно перекидати підмогу до місця бою. Після перекидання додаткових сил чисельних фінських військ досягла 800, після чого починається контратака радянського десанту.
Ближче до вечора фінські військові змогли зупинити радянський наступ, після того проводять ряд контратак і десантні сили розділені навпіл. До 22-ї години вечора частина радянських сил витіснена до південного узбережжя, окрема груп — до 200 бійців — на північно-східне узбережжя. До вечора втрати 160-го стрілецького полку сягли 700 чоловік; фінські документи вказують, що до 6-ї ранку 5 липня десант взагалі був ліквідований.
У водах Виборзької затоки навколо островів тим часом велися морські бої — противницькі сили числом до 17 кораблів атакували засоби підтримки десанту. В морському бою радянських 9 торпедних та 5 сторожових катерів потопили 4 тральники та 1 швидкохідну десантну барду, також пошкодили 2 судна. З донесень авіації Балтійського флоту відомо, що в цьому часі при авіанальотах у районі проведення операції було потоплено канонерський човен, сторожовий катер та 2 баржі. Авіація противника цього дня майже не здійснила вильотів (зафіксували лише 17 літаків) через попередньо проведений радянський наліт на ворожі аеродроми.
Протягом 4 липня Балтійський флот в зоні висадки десанту втратив потопленими 4 бронекатери — переважно підірвалися на мінах — та 1 катер «малий мисливець». В ході обстрілу пошкодження отримали радянські сторожовий катер та тендер, два бронеатери були ушкоджені на підводному камінні.
4 липня радянський десант зайняв невеликі острови Кіустерінсаарі та Хіетасаарі, вночі з 4 на 5 липня — Куолансаарі та Мелансаарі.

## Десантна операція на Тейкарсаарі 5 липня
Командуючий операцією становище десанту оцінював настільки загорзливим, що було віддано наказ про його евакуацію; проте фінські сили артилерійським обстрілом не допускали радянські катери до берега, тільки в одному місці вдалося вивезти 20 бійців — разом з майором Ільїним, командиром 160-го полку.
Після цього приймається цілком протилежне рішення — зібрати всі можливі сили та посилити десант максимально; на світанку 5 червня бої на Тейкарсаарі продовжилися. Ближче до 11-ї години дня на острів були під безперервним обстрілом перевезені та висаджені на східному березі два стрілецькі батальйони 406-го стрілецького полку 126- стрілецької дивізії. По 16-й годині було висаджено ще два батальйони та 4 кулеметних танки Т-26, перевезених з острова Суоніонсаарі. 6 торпедних катерів та 4 сторожовики направляються до північної окраїни острова з метою тримати під обстрілом протоку між материком та островом. В пообідній час фінське керівництво з огляду на проведені радянськими силами запобіжні заходи приймає рішення провести термінову евакуацію гарнізону; виведення відбувалося під обстрілом радянських десантників. Авіація Балтійського флоту того дня на підтримку десанту здійснила 317 літаковильотів (не враховуючи армійської авіації); головні зусилля флоту та авіації зосереджувалися на знищенні плавучих засобів противника в протоці між материком та островом. В радянських джерелах зазначається, що було потоплено ворожих 3 середні та малі катери, 3 сторожові кораблі, канонерський човен та сторожовий катер, 5 суден було пошкоджено. Фінські дослідники підтверджують канонерського човна «Віена» та одного важкого корабля, важкі пошкодження трьох фінських канонерських човнів та трьох німецьких артилерійських швидкохідних барж.
До 9-ї години вечора острів Тейкарсаарі був зайнятий радянським десантом; заключні фінські підрозділи через протоку перебиралися вплав.
6 липня бойові дії десанту на островах прикривали 16 літаків Балтійського флоту.

## Десантування на подальші острови протягом 7-10 липня
7 липня десантні кораблі Балтійського флоту проводять висадку червоноармійців на острів Хаппененсаарі, де бої теж проводилися із великою напруженістю. 8 липня перекидаються додаткові десантні сили, фінські частини полишають острів; в боях за цей острів було втрачено три сторожових катери — 1 потоплено фінами, 2 потонули від вогню власної артилерії.
Була проведена спроба висадження десанту 7 липня на узбережжі Фінської затоки поблизу півострова Карпіла, проте при підході до запланованої точки десантування кораблі були зустрінуті сильним фінським артилерійським вогнем, по ушкодженнях потонули 2 катери, командуючий висадкою задля недопущення іще більших втрат наказав кораблям десанту повернутися до вихідних місць.
8 липня літаки Балтійського флоту в часі прикриття десанту збили 2 літаки противника.
На світанку 9 липня 12 тендерів, 6 сторожових катерів та 1 «малий мисливець» за підтримки 6 бронекатерів та 3 сторожовиків висаджують дві посилені стрілецькі роти на острів Койвусаарі. В тому ж часі на іншому кінці острова мав висадитися другий радянський десант, однак він в часі пересування потрапив під обстріл й зазнав великих втрат. В бою було потоплено протягом кількох хвилин радянських 6 тендерів, 2 сторожових катери та 1 катер-створювач димової завіси; залишки загону повернулися до бази, 10 липня фінський гарнізон полишив острів.
Загалом в часі з 1 по 10 липня було зайнято 16 островів — у тому числі й ті, гарнізони яких евакуювалися ще до радянських десантів.
10 липня командуючий Ленінградським фронтом Л. Говоров наказав припинити тимчасово бойові дії та перейти до оборони на зайнятих рубежах — у зв'язку із поновленням перемовин урядів Фінляндії та СРСР. В подальшому часі, незважаючи на неодноразове переривання міждержавних перемовин, бойові дії на цьому відтинку не велися. Операція по зайняттю островів у Виборзькій затоці завершилася успішно лише частково — ряд островів залишився під фінським контролем, та з великими людськими втратами і потопленими кораблями; радянське військове керівництво відмовилося від задуму радянських десантів на фінське узбережжя.

## Втрати у часі операції
Радянські та фінські дані про втрати у часі десантних боїв суттєво відрізняються. Радянські джерела зазначають, що в ході боїв на острові Тейкарсаарі було вбито близько 2400 фінських військовослужбовців та полонених 37, захоплено 95 кулеметів та 21 гармата. Фінські дослідники зазначають про 1253 вбитих, поранених та полонених; інші дані ще більше плутані.
Про радянські втрати фінські джерела пишуть, що в ході операції тільки вбитими було близько 3000, потоплено 20 кораблів. Зокрема, втрати тільки 160-го полку 224-ї стрілецької дивізії, котра перед десантом нараховувала 1135 бійців, склали 1027 чоловік.
Російський дослідник К. А. Шопотов зазначає, що в ході операції у Виборзькій затоці загинуло 1400 радянських десантників і 200 моряків з екіпажів кораблів та потоплено 31 корабель. Фіни — по його даних — втратили 30 бойових кораблів, з них ескадрені броненосці, сторожові кораблі, канонерські човни та катери.

## Вшанування
1998 року в урочище Піхтове, де в часі війни знаходився медсанбат 124-ї дивізії та в братському похованні знаходяться тіля близько 1500 радянських бійців, перепоховані віднайдені останки ще 200 загинулих на островах радянських вояків.
Пам'ятні знаки радянським десантникам встановлені на острові Тейкарсаарі (Ігрівий), в бухі селища Совєтський та у місті Висоцьк.
Сержант Африкан Вотінов, командир відділення 143-го стрілецького полку, 4 липня 1944 року провів з бійцями висадку на острові Крєпиш, при бою в глибині острова був важкопоранений, але підняв взвод в атаку, у якій особисто вбив 9 фінів. Після перекидання взводу на острів Ессісарі Африкан Вотінов штурмом силами взводу допоміг вирватися з-під прицільного обстрілу сусідній роті. За такі вчинки 24 березня 1945 року вдостоєний звання Героя Радянського Союзу.